# 恐象
恐象（學名：Deinotherium）是象的史前親屬，生存於中新世中期至更新世早期。在這段時間，恐象只有少許變化。恐象在體型上與現在的象類似，只是擁有較短的鼻和向下彎曲的象牙。
恐象是最大的長鼻目动物之一，也是已知陸上最大的哺乳動物之一，次於巨犀和副巨犀。體型最大的雄性恐象個體肩高可達4.01米（13.2英尺），體重則可達13.2公噸（13.0長噸；14.6短噸）。恐象分佈於亞洲、非洲及歐洲等地區。艾德麗安·梅約（Adrienne Mayor）指在希臘發現的恐象化石解開了古代巨大生物的秘密。在克里特島淺沉積岩中發現的恐象牙齒卻令人質疑，究竟恐象是生活在大陸上，或是像現今的象般被人低估了其游泳的能力。

## 演化關係
恐象是恐象科的模式屬，是由更細小及中新世的古恐象演化而來。這兩種長鼻類與其他象的演化分支是完全不同的，有可能是在更早的時期分支開來。除了恐象外，過往嵌齒象科及乳齒象都被包含在同一大分類中。只有象生存至今。

## 古生物學
恐象如何使用牠奇特的象牙一直都是討論的焦點。象牙可能具有插入土壤中以尋找植物的根部及塊莖，推倒樹枝以便食用樹葉，或者挖出樹皮用來食用等功能。在非洲幾個發現恐象化石的位點中，都有人科動物的遺骸。

## 特徵

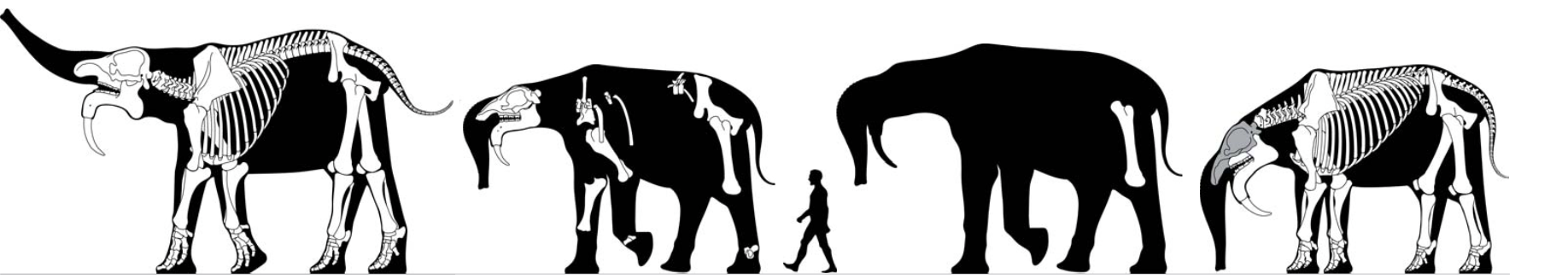
D. "thraceiensis"、兩頭巨恐象（D. giganteum）和D. proavum（從左至右）的骨架復原圖

兩頭巨恐象雄性個體復原後的肩高約為3.63—4.0米（11.9—13.1英尺），體重約8.8—12公噸（8.7—11.8長噸；9.7—13.2短噸）。D. proavum成年雄性及雌性個體的平均肩高約為3.65米（12.0英尺），體重約 10.5公噸（11.6短噸）。然而，這兩種恐象的體型均小於D. "thraceiensis"的一頭45歲雄性個體，該個體的肩高可達4.01米（13.2英尺），體重則可達13.2公噸（13.0長噸；14.6短噸）。生存年代在最晚期的博氏恐象肩高約為3.6米（12英尺），體重約9公噸（9.9短噸）。恐象的四肢結構與現存的象類似，但較長而細，同時也具有較現存象細長的腳趾，另外也具有較長的頸部，但仍然不及於其他現存以高處枝葉為食的動物，例如長頸鹿。

巨恐象的齒式為
| 0.0.2.3 |
| 1.0.2.3 |

(每年替補為
| 0.0.3 |
| 1.0.3 |

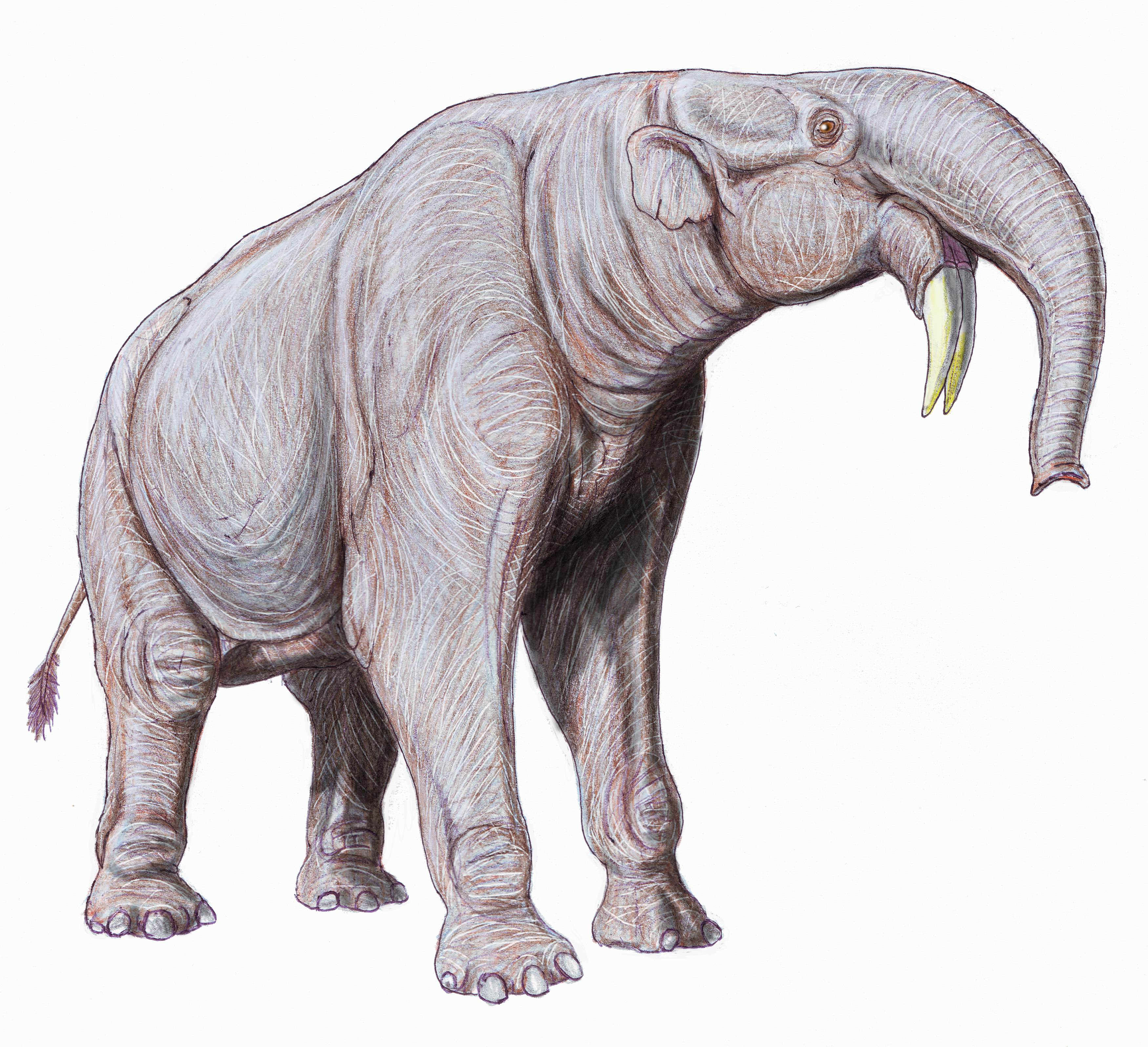
恐象像現今的象，但鼻較短，而象牙則向下彎曲。

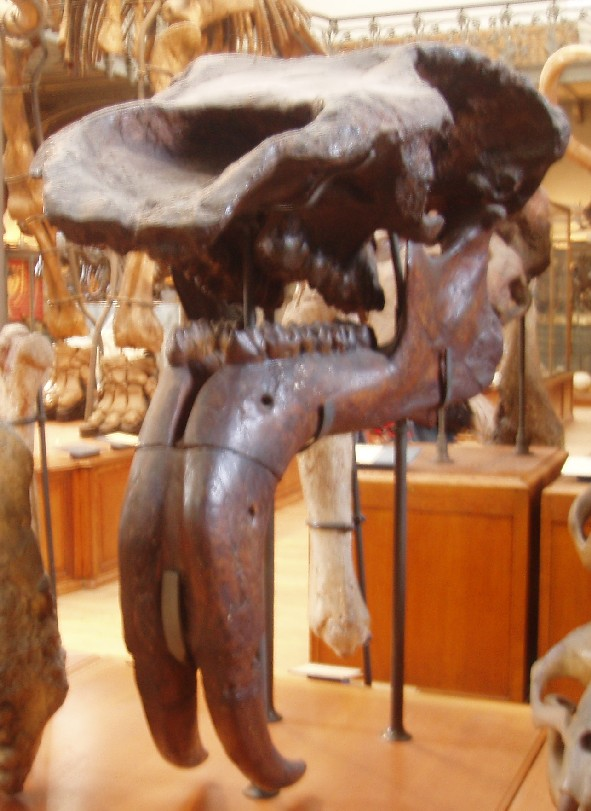
恐象的頭顱骨。

，有垂直的頰齒作替補。恐象有兩組雙脊齒型及三脊齒型的牙齒。臼齒及後前臼齒是垂直撕開食物的牙齒，這表示恐象在很早期的演化分支中已經獨立了出來。其他的前臼齒是用來壓碎食物。顱骨短及低，頂部扁平，有很大及高的枕骨髁。恐象的鼻孔很大並且向內收縮，由此推斷它的象鼻應該很大。吻突長，吻溝闊。下頜骨頦部非常長及向下彎曲，象牙向後彎，是恐象的特徵。牠沒有上象牙。
恐象與其祖先的古恐象的分別在於其體型及齒冠較大，第二及第三臼齒的後狀飾沒有怎麼發展。

## 恐象與神祕生物學
霍伊維爾曼（Bernard Heuvelmans）認為恐象仍然在中非生存，且是20世紀早期非洲幾宗神秘河馬被殺事件的元兇。

## 物種
恐象屬下已知有三個物種，都是體型很巨大的。

### 巨恐象

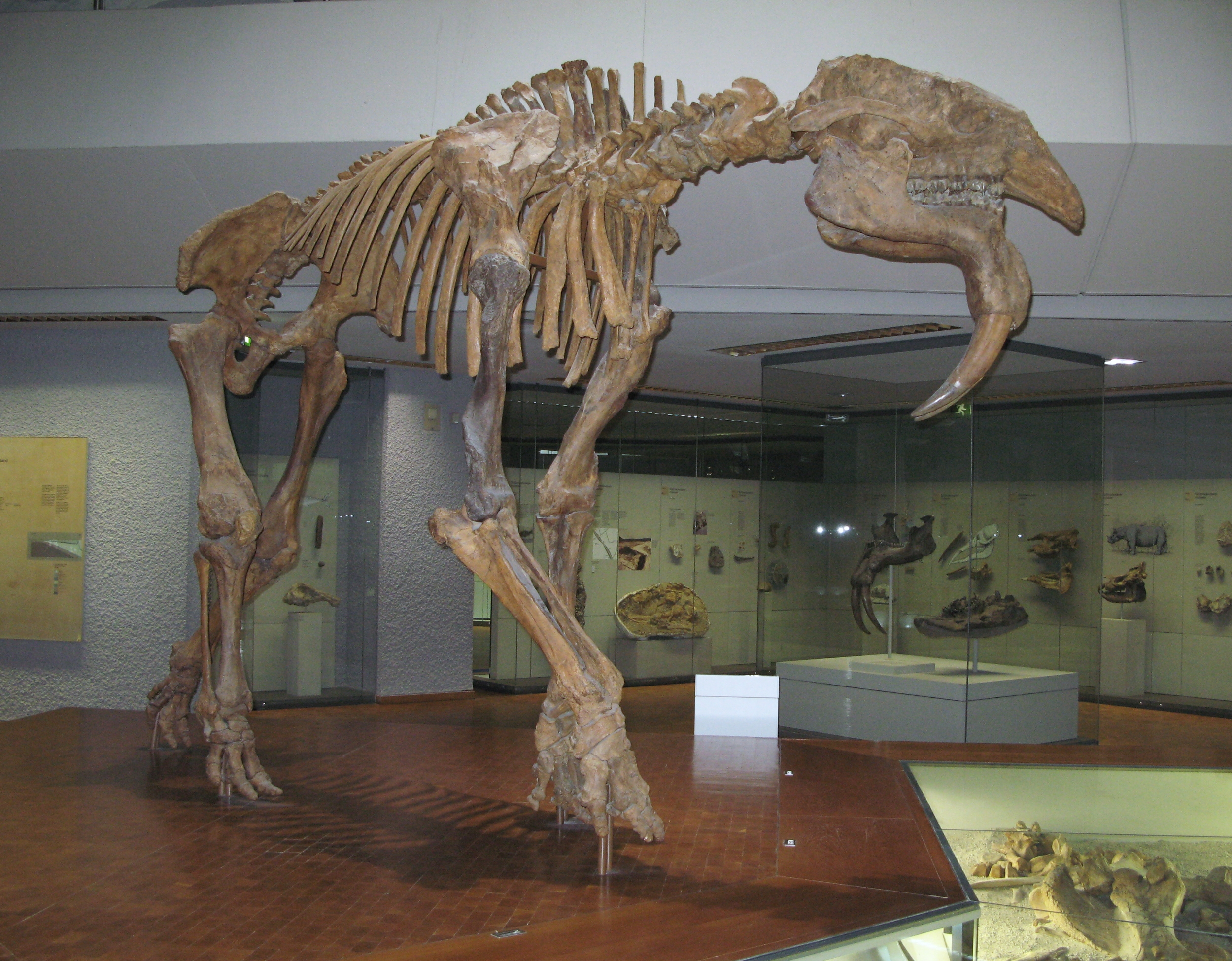
巨恐象的全身骨架

巨恐象是恐象屬的模式種。牠主要是生存於中新世晚期的歐洲，並且是地中海附近地區唯一的恐象属物种。牠最後生存於上新世中期的羅馬尼亞。
於1836年，在黑森-達姆施塔特的上新世地層發現了巨恐象的完整顱骨。其顱骨長約1.2米，闊0.9米，比現今的象要大很多。

### 印度恐象
印度恐象是亞洲的物種，主要在印度及巴基斯坦發現。其特徵是拥有巨大的齒列，及其谷內結節。印度恐象出現於中新世中期，在末期更為普遍。并於7百萬年前消失。

### 博氏恐象
博氏恐象是非洲的物種。特徵是狹窄的吻槽、細小但較高的鼻腔、顱骨較高及窄。相比其他兩種恐象，牠下頜骨頦部較短。博氏恐象在中新世末期出現，在其他物種消失後仍然生存。最近代的化石是在肯雅發現，距今約有1百萬年。

## 外部連結
- （英文） FactFile: Deinotherium
- （英文） Deinotherium